# Erb Memorial Union
Az Erb Memorial Union az Oregoni Egyetem diákszövetségi épülete az Amerikai Egyesült Államok Oregon államának Eugene városában.
1950-ben adták át, névadója Donald M. Erb rektor. 1962-ben és 1973-ban kibővítették. Egykor itt működött a város egyik postája.
A bálteremben Bob Dylan és az R.E.M. is felléptek. Az étkezőben forgatták a Party zóna című filmet.

## Fenntartás
A diákszövetség költségvetéséért, a hallgatói csoportok térhasználatáért és a személyi döntésekért a tizenhat tagú igazgatótanács felel. Az igazgatótanács tizenkét hallgatóból (hetet választanak, ötöt a hallgatói önkormányzat jelöl ki), három, a rektor által megbízott oktatóból és egy, a szövetség munkatársai által választott tagból áll. Az éves költségvetést a szenátus bírálja el.

## Felújítás
Az épület renoválására több tervet is megvizsgáltak. A 2000-es években felújították volna, azonban alaprajza miatt nem alkalmas a megnövekedett létszámú kiszolgálására. Később az épület bővítését és modernizálását magában foglaló, 95 milliós beruházásról döntöttek.

## Kritikák
A felújítás során részben magántámogatásokból 1200 fős koncerttermet is kialakítottak volna, azonban a hallgatók nem támogatták a magántőke bevonását.

## Fordítás
- Ez a szócikk részben vagy egészben  az   Erb Memorial Union című angol Wikipédia-szócikk ezen változatának fordításán alapul.  Az eredeti cikk szerkesztőit annak laptörténete sorolja fel. Ez a jelzés csupán a megfogalmazás eredetét és a szerzői jogokat jelzi, nem szolgál a cikkben szereplő információk forrásmegjelöléseként.